# Цветные флейтисты
Цветные флейтисты (лат. Ptilorrhoa) — род птиц семейства флейтистовых. Насчитывает 4 вида.
Все представители рода являются эндемиками Новой Гвинеи. Живут в тропических дождевых лесах.
Мелкие птицы длиной 20—24 см. Похожи на дроздов, с закруглённой головой, крепким телом, закруглёнными крыльями, крепкими и вытянутыми ногами и длинным хвостом с клиновидным кончиком. Горло и грудь ограничивает чёрная полоса, которая также образует лицевую маску. Дорсальная часть тела коричневая и синяя, а вентральная имеет тенденцию к серому.
Наземные птицы, достаточно плохо летают, предпочитая в случае опасности прижиматься к земле или бежать. Держатся в одиночку или парами. Активны днём. Питаются на земле насекомыми и другими беспозвоночными. Гнездо строят среди ветвей кустарников.
Виды:
- Синий цветной флейтист (Ptilorrhoa caerulescens)
- Ptilorrhoa geislerorum
- Красно-синий цветной флейтист (Ptilorrhoa castanonota)
- Пятнистый цветной флейтист (Ptilorrhoa leucosticta)